# Zelandotipula perstrangalia
Zelandotipula perstrangalia är en tvåvingeart som först beskrevs av Alexander 1962.  Zelandotipula perstrangalia ingår i släktet Zelandotipula och familjen storharkrankar.
Artens utbredningsområde är Bolivia. Inga underarter finns listade i Catalogue of Life.